# 데스크톱 가상화

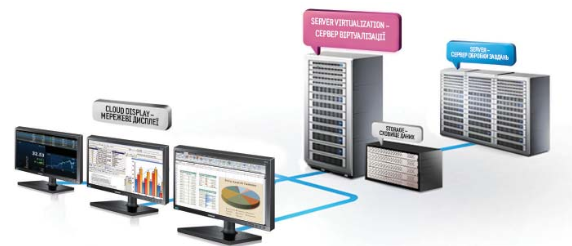

데스크톱 가상화(영어: Virtual Desktop Infrastructure, VDI)는 제2의 PC 혁명이라 불리는 가상 데스크톱 인프라 시스템 기술로 가상 데스크톱 생성 블록 및 연결 블록, 자원 관련 블록, 서비스형 데스크톱(DaaS) 클라이언트 플랫폼 SW 블록 등으로 구분돼 각 블록은 독립적으로 수행하는 형태로 동작한다. 즉, 사무실 책상에서 PC 본체가 사라지는 것이다. 사용자는 PC(모니터, 키보드, 마우스만 존재)나 노트북을 통해 작업하지만 실제 컴퓨팅 환경은 데이터 센터에 구축된 서버에서 운영되는 방식이다.
서버를 데이터센터에 두고 필요할 때 로그인해서 사용할 수 있는 PC. 동일한 데이터와 애플리케이션을 사용하기 위해 같은 컴퓨터를 들고 다니는 것이 아니라 어떤 컴퓨터나 사용해서 웹을 통해 데스크톱 작업을 연속적으로 수행할 수 있다는 장점을 가지고 있다.

## 원격 데스크톱 프로토콜
- VNC (Virtual Network Computing)
- RDP (원격 데스크톱 프로토콜)
- RFB (원격 프레임 버퍼 프로토콜)
- ARD (애플 리모트 데스크톱 프로토콜)
- ICA (Independent Computing Architecture)
- X 윈도 시스템 (X11)
- ALP (어플라이언스 링크 프로토콜)

## 같이 보기
- 원격 데스크톱 소프트웨어